# Planet Earth (telessérie)
Planet Earth é uma série de documentários da BBC ganhadora de um Emmy Award e Peabody Award, narrados por David Attenborough e produzidos por Alastair Fothergill. Foi exibida originalmente no Reino Unido em 5 de março de 2006. A versão estado-unidense é narrada por Sigourney Weaver.
Em 2016 a BBC informou que 10 anos depois da 1º temporada a 2º temporada estrearia nesse mesmo ano com o mesmo narrador: Attenborough.
A série foi co-produzida com o Discovery Channel e a NHK em associação com a CBC, e foi descrita por seus participantes como "o olhar definitivo da diversidade de nosso planeta". Foi também o primeiro de seu tipo a ser filmado inteiramente em alta definição.

## Episódios
A série é composta de onze episódios, e cada um contém uma visão geral de um bioma ou habitat do planeta Terra.
1º Temporada
- 1 - De Pólo a Pólo
- 2 - Montanhas
- 3 - Água Doce
- 4 - Cavernas
- 5 - Desertos
- 6 - Mundos de Gelo
- 7 - Planícies
- 8 - Selvas
- 9 - Mares Rasos
- 10 - Florestas Sazonais
- 11 - Profundezas Oceânicas

2º Temporada
- 1 - Ilhas
- 2 - Montanhas
- 3 - Florestas
- 4 - Desertos
- 5 - Pradarias
- 6 - Cidades

## Em Portugal
Em Portugal a série foi transmitida pela RTP e atualmente é transmitida na SIC aos domingos, às 12:00h.

## No Brasil
No Brasil a série é transmitida atualmente pela TV Cultura, aos domingos, às 17:00.